# Sam Keller
Samuel «Sam» Keller (* 6. Januar 1966 in Basel) ist Museumsdirektor der Fondation Beyeler in Riehen bei Basel. Von 2000 bis 2007 war er Direktor der Kunstmesse Art Basel.

## Werdegang
Von 1985 bis 1990 studierte Sam Keller Kunstgeschichte und Philosophie an der Universität Basel. Nach Abbruch des Studiums war er journalistisch tätig und wurde 1994 zum Kommunikationsleiter der Art Basel berufen. Ab 1998 war er deren Stellvertretender Direktor, von 2000 bis 2007 leitete er die bedeutende Kunstmesse als Direktor. Während seiner Zeit expandierte die Messe mit der Art Basel Miami Beach erfolgreich in die USA und konnte sich dort als führende Kunstmesse in Nordamerika etablieren. 2008 wurde Sam Keller vom Mitbegründer der Art Basel, Ernst Beyeler, zum Direktor der Fondation Beyeler in Riehen bei Basel ernannt.

## Weitere Tätigkeiten
- Chairman of the Advisory Board Art Basel
- Mitglied der Commission d’acquisition du Musée d’Orsay, Paris
- Mitglied des Conseil d’administration du Palais de Tokyo, Paris
- Mitglied Vorstand Förderkreis des Museums Berggruen, Berlin
- Mitglied Advisory Board T-B A21 Thyssen-Bornemisza Art Contemporary Foundation, Wien
- Mitglied Comitato Scientifico, Galleria d’Arte Moderna, Bologna
- Mitglied Advisory Board Kandinsky-Preis für zeitgenössische Kunst, Moskau
- Mitglied ChinaWorldBasel (Städtepartnerschaft Basel Shanghai)
- Vorstand Handelskammer beider Basel
- Beirat internationale Kooperationen des Kantons Basel-Stadt
- Mitglied Advisory Board Stiftung Roldenfund, Basel
- Jurymitglied Zurich Art Prize, 2008, 2009 und 2010
- Jurymitglied Premio Fondazione Gianni e Marella Agnelli, Turin 2008
- Jurymitglied Biennale d’art contemporain de Lyon, 2007
- Patronatskomitee UNICEF
- Ehem. Präsident und Mitglied Honorary Board Top Events of Switzerland

## Auszeichnungen
- Ehrendoktor der Universität Basel (2016)
- Swiss Institute Award, New York (2010)
- Ehrespalebärglemer Basel (2009)
- Medal of Honour, City of Miami Beach (2007)
- Premio Madrid Creatividad (2006)
- Young Global Leader, World Economic Forum, Davos (2005)
- Basler Stern (2004)
- PODER Award for Culture (2003)